# Dellen
Dellen – talerzykowate zagłębienie rogówki, spowodowane jej miejscowym ścieńczeniem. Znajduje się przy rąbku rogówki. Przyczyną jest odwodnienie warstwy właściwej rogówki. W leczeniu stosuje się leki nawilżające i opatrunek miejscowy; zmiana jest odwracalna.